# Kfz-Kennzeichen (Luxemburg)

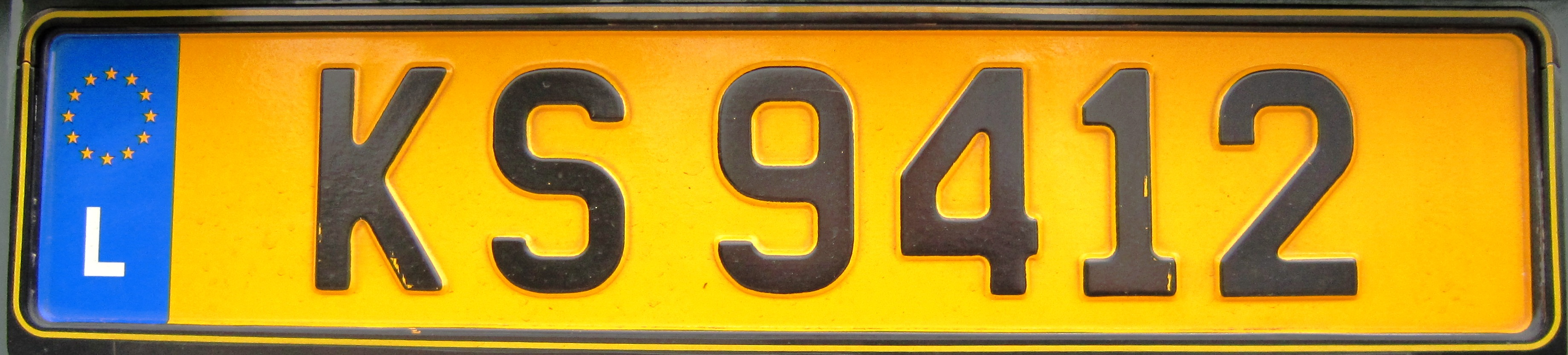
Luxemburgisches Kfz-Kennzeichen

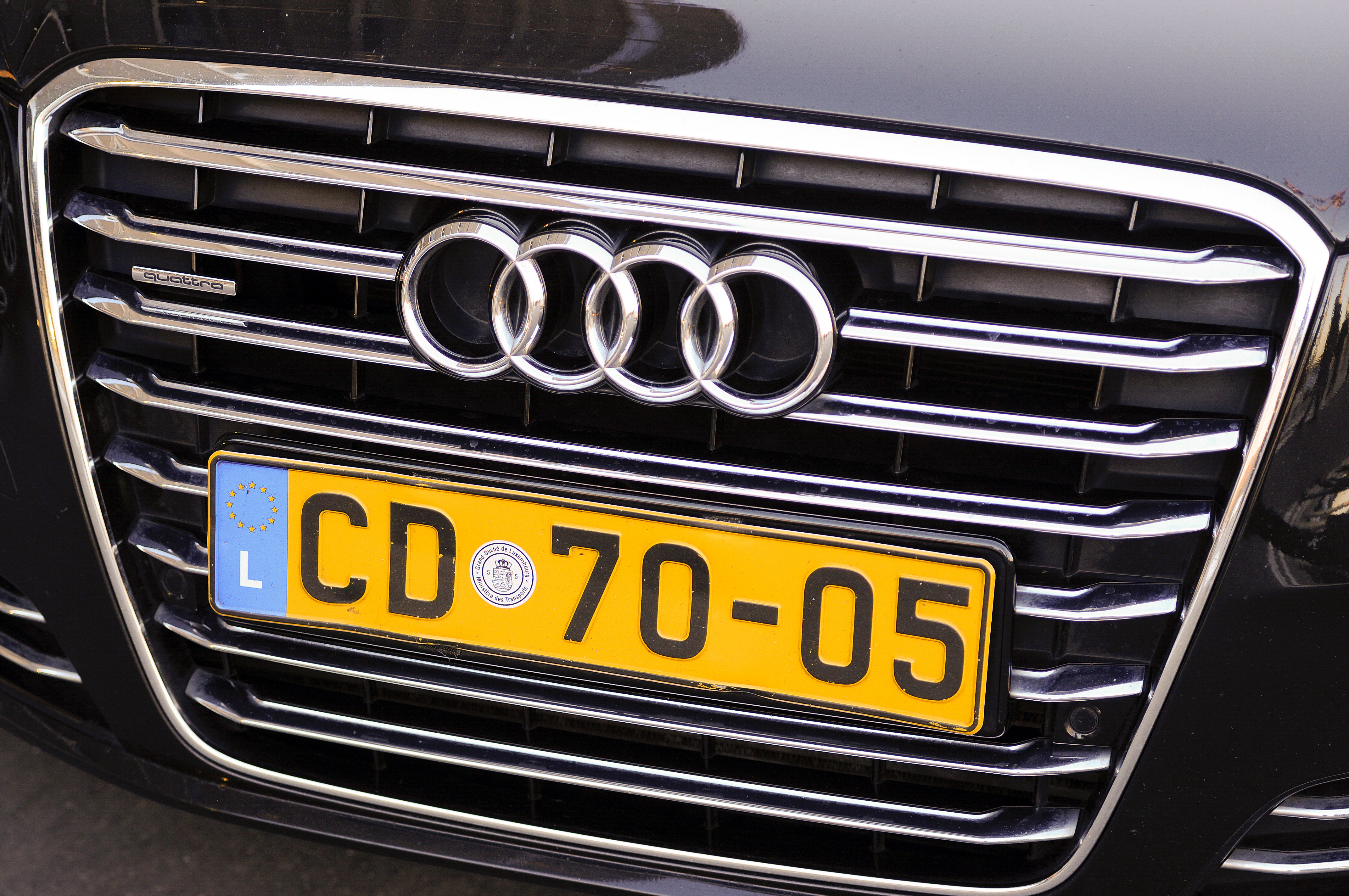
Diplomatisches Kennzeichen

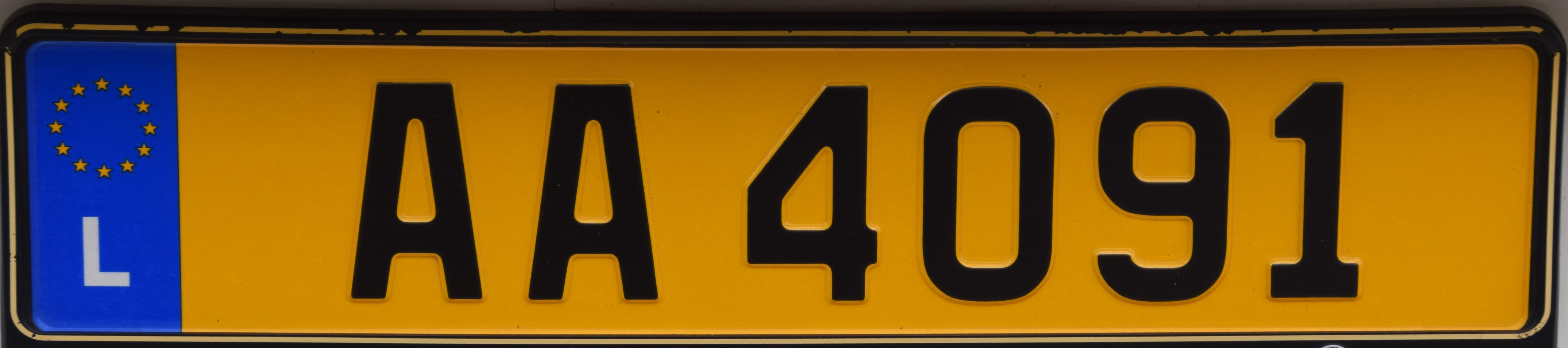
Behördenkennzeichen

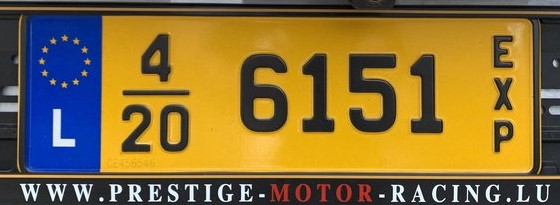
Export-Kennzeichen bis 2023

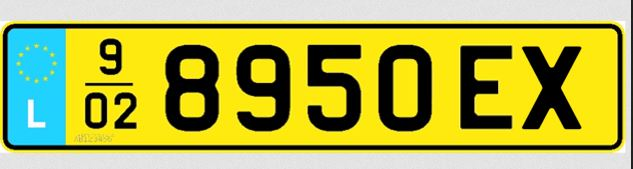
Export-Kennzeichen ab 2013

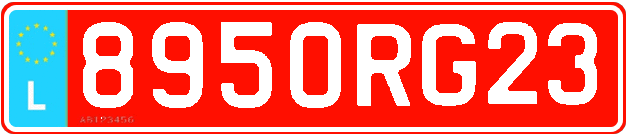
Temporäres Kennzeichen

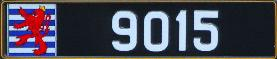
Militärkennzeichen

Kfz-Kennzeichen in Luxemburg haben in der Regel schwarze Schrift auf gelbem Hintergrund und entsprechen dem europäischen Standardmaß von 520 mm × 110 mm. Die Kennzeichen sind seit dem 1. November 2023 nicht mehr an das Fahrzeug, sondern an den Inhaber der Zulassungsbescheinigung gebunden, eine natürliche oder juristische Person, auf deren Namen ein Fahrzeug zugelassen ist und die zwingend auf der Zulassungsbescheinigung angegeben werden muss. Bei Verkauf des Fahrzeugs behält der Inhaber der Zulassungsbescheinigung das Kennzeichen. Verantwortlich für die Vergabe von Kennzeichen ist im Großherzogtum die SNCA (Société nationale de circulation automobile – Nationale Gesellschaft für Kfz-Verkehr).
Aktuell ausgegebene Kennzeichen bestehen gemäß großherzoglichem Reglement vom 26. Januar 2016 immer aus sechs Zeichen (zwei Buchstaben gefolgt von vier Ziffern), wobei die Ziffernfolge auch mit Nullen beginnen kann (z. B. XY 0008). Sie zeigen am linken Rand ein blaues Euro-Feld mit dem Nationalitätszeichen L und den europäischen Sternen. Die Buchstaben I und O sowie verschiedene Buchstabenkombinationen (u. a. HJ (Hitlerjugend), KZ (Konzentrationslager), SA (Sturmabteilung), SS (Schutzstaffel)) werden nicht vergeben.
Wunschkennzeichen können schriftlich beantragt werden und werden – soweit das gewünschte Kennzeichen noch frei ist – dem Antragsteller gegen Zahlung einer Gebühr zugeteilt. Hierbei sind auch Kombinationen ohne Buchstaben aus vier oder fünf Ziffern möglich.
Behördenkennzeichen – z. B. der Polizei – tragen die Anfangsbuchstaben AA gefolgt von vier Ziffern.
Fahrzeuge von Feuerwehr und Rettungsdienst tragen die Anfangsbuchstaben CG gefolgt von 4 Ziffern.
Fahrzeuge des Luxemburger Roten Kreuzes tragen die Anfangsbuchstaben CR gefolgt von 4 Ziffern.
Die Buchstabenfolge CD (von franz. corps diplomatique) ist für Fahrzeuge des großherzoglichen Hofes und des Diplomatischen Diensts reserviert. Es folgt ein Siegel und zwei Ziffernpaare getrennt durch einen Bindestrich.
Weitere besondere Nummernschilder werden vergeben für:
- den großherzoglichen Hof: ein- oder zweistellige Zahl auf gelbem Grund (1 – 19 sowie CD 1 – CD 19)
- Fahrzeuge der Abteilung Personenschutz der Regierung: zweistellige Zahl (20 – 50 sowie CD 20 – CD 50)
- Fahrzeuge des Parlaments: Buchstabe P, gefolgt von einer ein- oder zweistelligen Zahl (P1 – P99).

Für spezielle Anlässe gibt es zweifarbige Kennzeichen ohne Aufschrift, die in den Hausfarben der großherzoglichen Familie gehalten sind (blau über orange).
Export-Kennzeichen zeigen vier Ziffern und die Buchstaben EX. Links davon befindet sich übereinander die Angabe von Monat und Jahr. Bis Oktober 2023 waren die Schilder mit 340 mm Länge wesentlich kürzer und zeigen am rechten Rand die Buchstaben EXP in vertikaler Anordnung.
Temporäre Schilder zeigen weiße Aufschrift auf rotem Grund. Sie bestehen aus vier Ziffern und zwei Buchstaben.
Fahrzeuge der Streitkräfte Luxemburgs sowie Dienstwagen höherer Offiziere fahren mit schwarzen Kennzeichen und weißer Aufschrift. Hier befindet sich links neben der Kennziffer die Luft- und Schifffahrtsflagge De Roude Léiw.

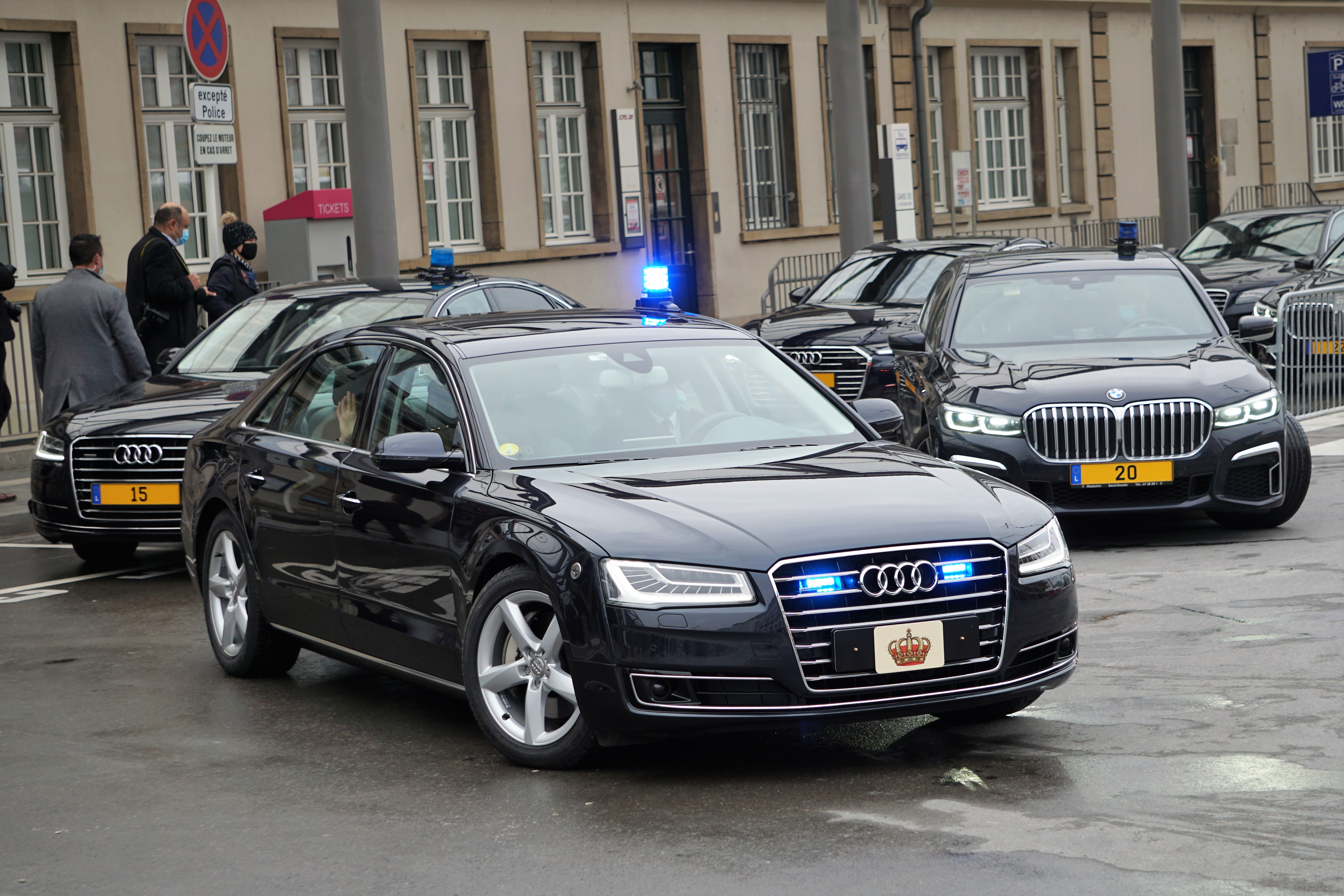
Nummernschild von Großherzog Henri sowie weiterer Fahrzeuge des Hofes
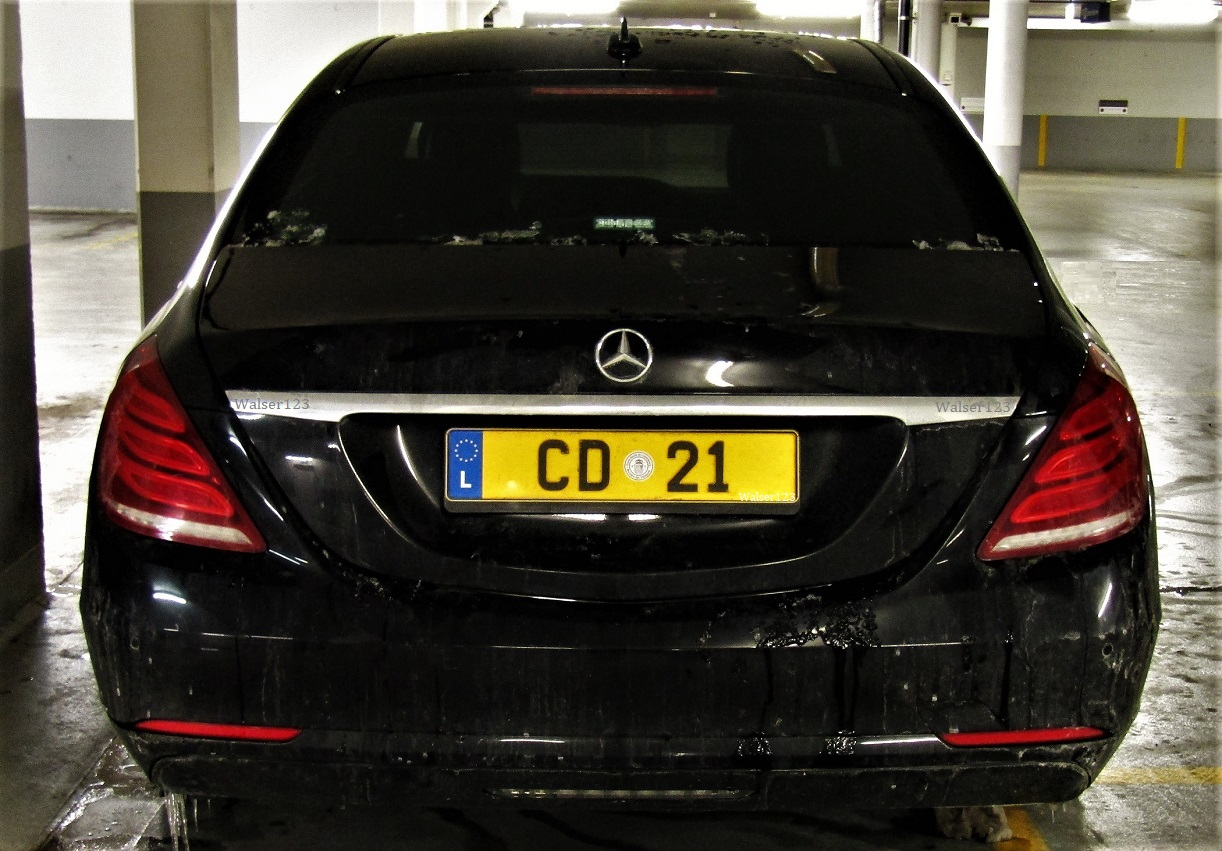
Fahrzeug des Vize-Premierministers, hier Etienne Schneider
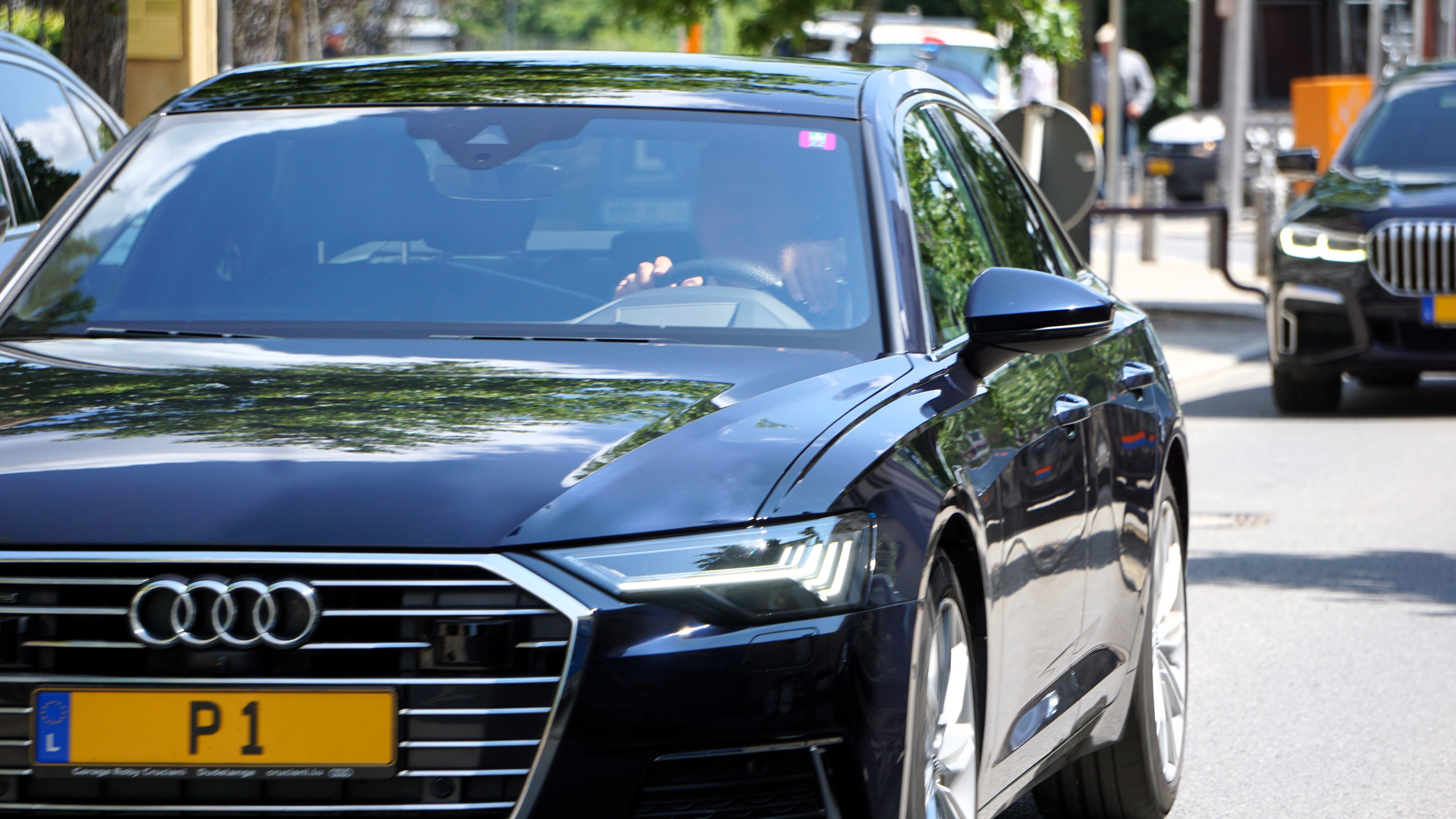
Fahrzeug des Parlamentspräsidenten (P1), hier Fernand Etgen
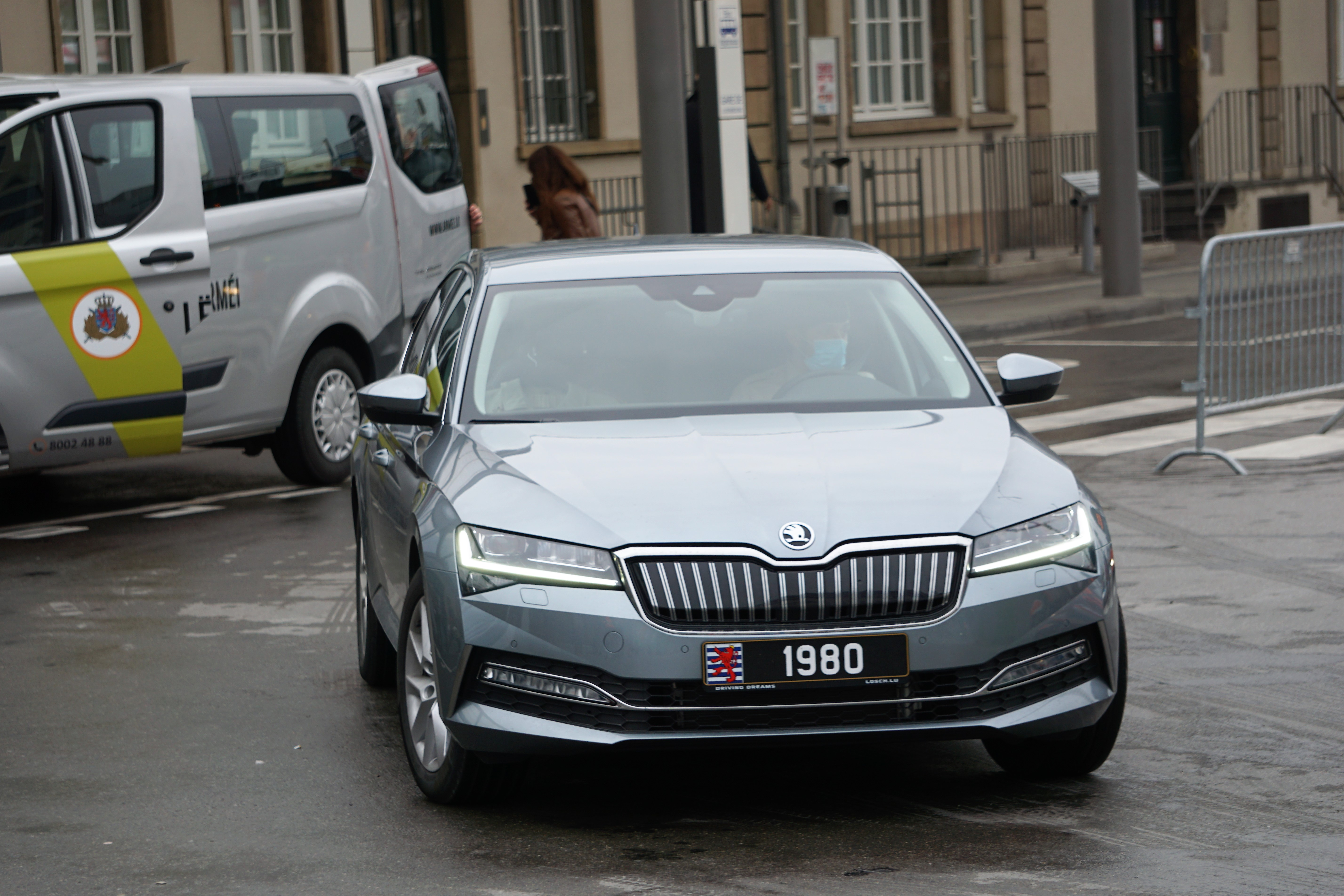
Militärkennzeichen
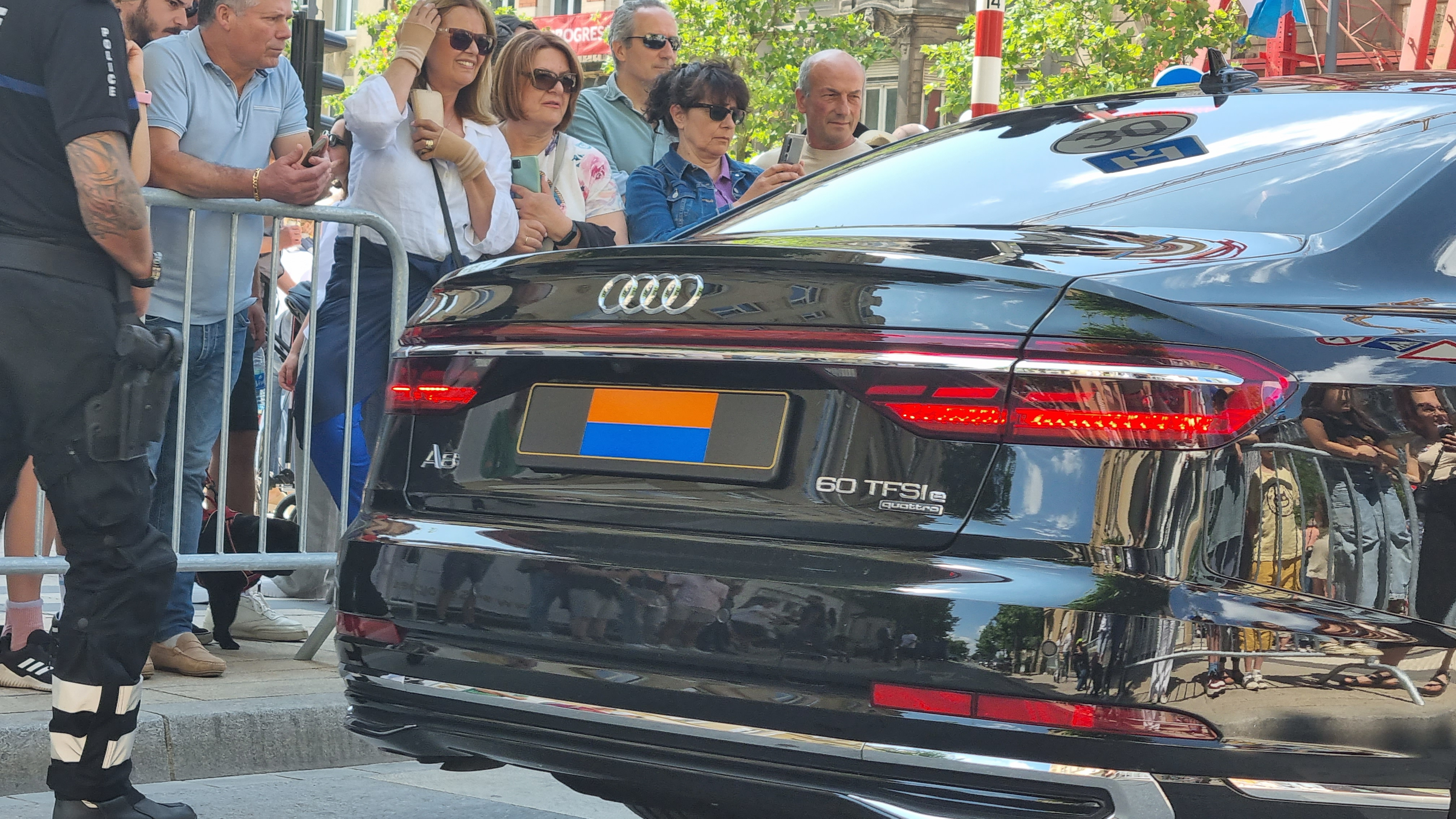
Orange-blaues Sonderkennzeichen

## Geschichte

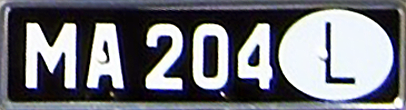
Kennzeichen vor 1974 in weiß auf schwarz mit integriertem Nationalitätszeichen

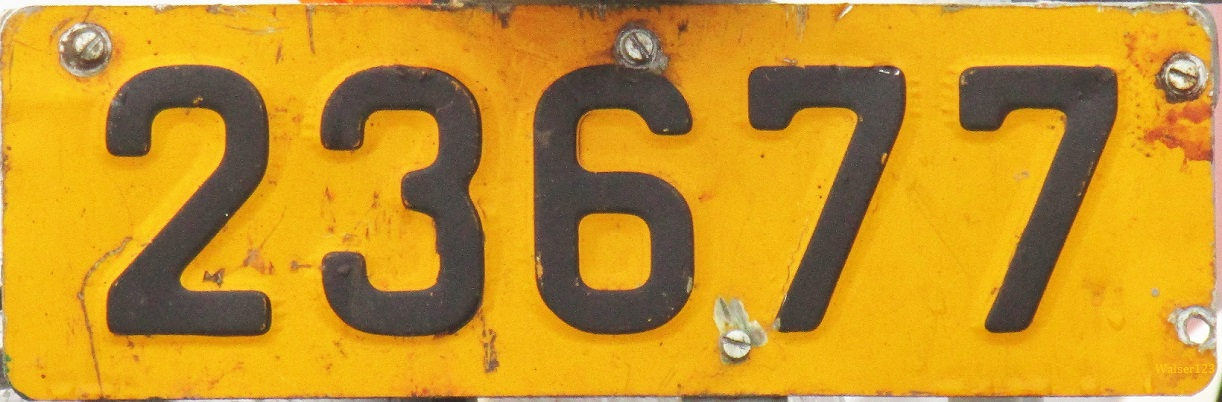
Kennzeichen zwischen 1974 und 1988

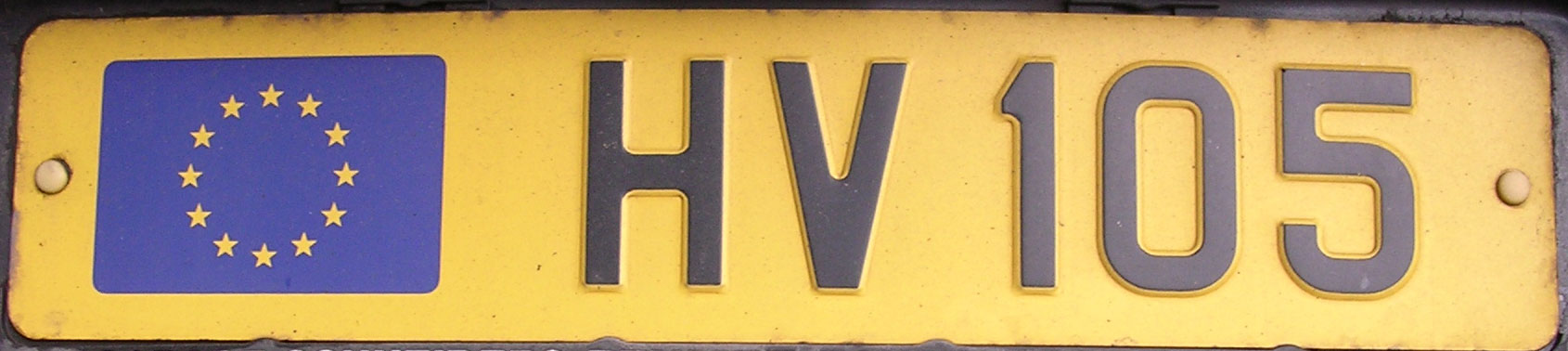
Hinteres Kennzeichen von 1988 bis 2003 mit Europa-Flagge

Vor 1974 wurden in Luxemburg schwarze Kennzeichen mit weißer Aufschrift verwendet, bis der Wechsel zum Farbschema schwarz auf gelb erfolgte. Folgende Formate wurden vergeben und sind teils noch heute im Umlauf:
- zwei Buchstaben und drei Ziffern (MK 286)
- ein Buchstabe sowie vier Ziffern (P 1234)

- drei Ziffern (987)

Zwischen 1988 und 2003 zeigten die hinteren Schilder zudem die europäische Flagge rechts der Kombination. Damit war Luxemburg das erste Land, welches auf seinen Kennzeichen eine europäische Symbolik verwendete. Das heute bekannte Euro-Kennzeichen mit blauem Balken am rechten Rand wurden erst 1991 in Irland eingeführt. Ein weiteres typisches Merkmal älterer luxemburgischer Nummernschilder war auch die Integration des ovalen Nationalitätskennzeichens in das Nummernschild.
Soll ein abgemeldetes Fahrzeug mit noch vorhandenem Kennzeichen wieder neu angemeldet werden, wird trotzdem ein neues Kennzeichen vergeben, wenn das vorhandene nicht über sechs Zeichen verfügt und nicht als Wunschkennzeichen vergeben wurde.
Es existieren noch sehr viele alte Kennzeichen mit zwei Buchstaben sowie drei Ziffern (Bsp. XY 123), diese verschwinden jedoch zusehends, da bei einer Neuanschaffung oder bei einer Ummeldung des Fahrzeugs ein Kennzeichenwechsel ins neue Format obligatorisch ist.